# Jabonillal
Jabonillal es un caserío peruano ubicado en el distrito de Pariñas, perteneciente a la provincia de Talara del departamento de Piura, al norte del Perú. En el 2017 tenía una población de 145 habitantes.